# 17 (álbum de Motel)
17 es el segundo álbum de estudio de la banda mexicana de pop-rock Motel. El álbum se convirtió en disco de oro en México.

## Listado de canciones
| 17  |                       |          |  |
| N.º | Título                | Duración |  |
| 1.  | «Ahí vienes»          | 4:27     |  |
| 2.  | «Y te vas»            | 3:46     |  |
| 3.  | «Hasta el fin»        | 4:28     |  |
| 4.  | «Uno, dos, tres»      | 3:44     |  |
| 5.  | «Aparador»            | 4:07     |  |
| 6.  | «Te puedo ver»        | 3:39>    |  |
| 7.  | «Tal vez será»        | 4:27     |  |
| 8.  | «17»                  | 3:46     |  |
| 9.  | «¿Qué vas a hacer?»   | 3:29     |  |
| 10. | «Dos palabras»        | 2:58     |  |
| 11. | «Nada es como ayer»   | 4:09     |  |
| 12. | «Adiós a Los Ángeles» | 4:35     |  |